# The Flame of Hellgate
The Flame of Hellgate (o The Dead Line) è un film muto del 1920 diretto da George E. Middleton.

## Trama
Il vecchio Dowell viene ucciso perché non vuole cedere le sue terre a Blunt, un latifondista chiamato il re del bestiame che controlla anche lo sceriffo, corrotto e compiacente. Per rendere giustizia al padre, Star, la figlia di Dowell, decide che l'unico modo per ottenerla sia quello di operare al di fuori della legge. Travestita da uomo, si fa passare per un bandito mascherato che mette a nudo i maneggi dello sceriffo, facendolo dimettere. Al suo posto, viene nominato Page, l'uomo che Star ama. Dopo una serie di scontri tra il nuovo sceriffo, Blunt e il bandito mascherato, il re del bestiame viene finalmente condannato per l'omicidio di Dowell. Uno dei suoi uomini, però, gli si rivolta contro e lo uccide. Ora Star può abbandonare le vesti del bandito per diventare la moglie di Page.

## Produzione
Il film fu prodotto dalla Beatriz Michelena Features. Venne girato nella seconda metà del 1917 con il titolo di lavorazione Dead Line a Boulder Creek e nelle vicine montagne di Santa Cruz.

## Distribuzione
Il film uscì nelle sale USA il 29 febbraio 1920, distribuito dalla Robertson-Cole Distributing Corporation che aveva acquisito molte delle proprietà già appartenenti a Beatriz Michelena e alla California Motion Picture Corporation.
Non si conoscono copie ancora esistenti della pellicola che viene considerata presumibilmente perduta.